# Europese kampioenschappen schoonspringen 2016
Het schoonspringen tijdens de Europese kampioenschappen zwemsporten 2016 vond plaats van 9 mei tot en met 15 mei 2016 in het London Aquatics Centre in Londen, Verenigd Koninkrijk.

## Programma
| 1 m plank (m)            |      | Goud |      |      |      |      |      |  |  |  |  |  |  |  |  |  |  |  |  |  |  |  |  |
| 3 m plank (m)            |      |      |      | Goud |      |      |      |  |  |  |  |  |  |  |  |  |  |  |  |  |  |  |  |
| 10 m toren (m)           |      |      |      |      |      |      | Goud |  |  |  |  |  |  |  |  |  |  |  |  |  |  |  |  |
| 3 m plank synchroon (m)  |      |      |      |      | Goud |      |      |  |  |  |  |  |  |  |  |  |  |  |  |  |  |  |  |
| 10 m toren synchroon (m) |      |      |      | Goud |      |      |      |  |  |  |  |  |  |  |  |  |  |  |  |  |  |  |  |
|                          |      |      |      |      |      |      |      |  |  |  |  |  |  |  |  |  |  |  |  |  |  |  |  |
| 1 m plank (v)            |      |      | Goud |      |      |      |      |  |  |  |  |  |  |  |  |  |  |  |  |  |  |  |  |
| 3 m plank (v)            |      |      |      |      |      | Goud |      |  |  |  |  |  |  |  |  |  |  |  |  |  |  |  |  |
| 10 m toren (v)           |      |      |      |      | Goud |      |      |  |  |  |  |  |  |  |  |  |  |  |  |  |  |  |  |
| 3 m plank synchroon (v)  |      |      |      |      |      |      | Goud |  |  |  |  |  |  |  |  |  |  |  |  |  |  |  |  |
| 10 m toren synchroon (v) |      | Goud |      |      |      |      |      |  |  |  |  |  |  |  |  |  |  |  |  |  |  |  |  |
|                          |      |      |      |      |      |      |      |  |  |  |  |  |  |  |  |  |  |  |  |  |  |  |  |
| 3 m plank synchroon (g)  |      |      | Goud |      |      |      |      |  |  |  |  |  |  |  |  |  |  |  |  |  |  |  |  |
| 10 m toren synchroon (g) |      |      |      |      |      | Goud |      |  |  |  |  |  |  |  |  |  |  |  |  |  |  |  |  |
| Landenwedstrijd          | Goud |      |      |      |      |      |      |  |  |  |  |  |  |  |  |  |  |  |  |  |  |  |  |
| Totaal                   | 1    | 2    | 2    | 2    | 2    | 2    | 2    |  |  |  |  |  |  |  |  |  |  |  |  |  |  |  |  |

## Medailles

### Mannen
| Onderdeel   | Goud                                         | Goud        | Zilver                                          | Zilver      | Brons                                         | Brons       |
| Individueel | Individueel                                  | Individueel | Individueel                                     | Individueel | Individueel                                   | Individueel |
| ----------- | -------------------------------------------- | ----------- | ----------------------------------------------- | ----------- | --------------------------------------------- | ----------- |
| 1 m plank   | Illja Kvasja                                 | 439,70      | Giovanni Tocci                                  | 414,30      | Constantin Blaha                              | 402,55      |
| 3 m plank   | Jevgeni Koeznetsov                           | 497,90      | Jack Laugher                                    | 473,60      | Illja Kvasja                                  | 463,85      |
| 10 m toren  | Tom Daley                                    | 570,50      | Viktor Minibajev                                | 524,60      | Nikita Sjleicher                              | 480,90      |
| Synchroon   |                                              |             |                                                 |             |                                               |             |
| 3 m plank   | Verenigd Koninkrijk Jack Laugher Chris Mears | 456,81      | Rusland Ilja Zacharov Jevgeni Koeznetsov        | 445,23      | Oekraïne Illja Kvasja Oleksandr Gorsjkovozov  | 439,86      |
| 10 m toren  | Duitsland Sascha Klein Patrick Hausding      | 445,26      | Verenigd Koninkrijk Tom Daley Daniel Goodfellow | 444,30      | Oekraïne Oleksandr Gorsjkovozov Maksym Dolgov | 429,75      |

### Vrouwen
| Onderdeel   | Goud                                    | Goud        | Zilver                                              | Zilver      | Brons                                     | Brons       |
| Individueel | Individueel                             | Individueel | Individueel                                         | Individueel | Individueel                               | Individueel |
| ----------- | --------------------------------------- | ----------- | --------------------------------------------------- | ----------- | ----------------------------------------- | ----------- |
| 1 m plank   | Tania Cagnotto                          | 284,15      | Elena Bertocchi                                     | 281,30      | Nadezjda Bazjina                          | 280,75      |
| 3 m plank   | Tania Cagnotto                          | 360,60      | Uschi Freitag                                       | 330,60      | Grace Reid                                | 328,55      |
| 10 m toren  | Joelia Prokoptsjoek                     | 385,90      | Tonia Couch                                         | 352,70      | Georgia Ward                              | 325,05      |
| Synchroon   |                                         |             |                                                     |             |                                           |             |
| 3 m plank   | Italië Tania Cagnotto Francesca Dallapè | 327,81      | Verenigd Koninkrijk Alicia Blagg Rebecca Gallantree | 319,32      | Rusland Nadezjda Bazjina Kristina Ilinych | 304,20      |
| 10 m toren  | Duitsland Maria Kurjo My Phan           | 279,75      | Oekraïne Hanna Krasnosjlyk Vlada Tatsenko           | 278,01      | Hongarije Villő Kormos Zsófia Reisinger   | 274,74      |

### Gemengd
| Onderdeel            | Goud                                       | Goud   | Zilver                                              | Zilver | Brons                                       | Brons  |
| -------------------- | ------------------------------------------ | ------ | --------------------------------------------------- | ------ | ------------------------------------------- | ------ |
| 3 m plank synchroon  | Verenigd Koninkrijk Grace Reid Tom Daley   | 321,06 | Italië Tania Cagnotto Maicol Verzotto               | 308,70 | Rusland Nadezjda Bazjina Nikita Sjleicher   | 305,28 |
| 10 m toren synchroon | Oekraïne Joelia Prokoptsjoek Maksym Dolgov | 323,70 | Verenigd Koninkrijk Georgia Ward Matty Lee          | 318,24 | Rusland Joelia Timosjinina Nikita Sjleicher | 307,68 |
| Landenwedstrijd      | Rusland Nadezjda Bazjina Viktor Minibajev  | 413,30 | Oekraïne Joelia Prokoptsjoek Oleksandr Gorsjkovozov | 396,40 | Verenigd Koninkrijk Georgia Ward Matty Lee  | 353,85 |

### Medaillespiegel
| Plaats | Land                | Goud | Zilver | Brons | Totaal |
| 1      | Verenigd Koninkrijk | 3    | 5      | 3     | 11     |
| 2      | Italië              | 3    | 3      | 0     | 6      |
| 3      | Oekraïne            | 3    | 2      | 3     | 8      |
| 4      | Rusland             | 2    | 2      | 5     | 9      |
| 5      | Duitsland           | 2    | 0      | 0     | 2      |
| 6      | Nederland           | 0    | 1      | 0     | 1      |
| 7      | Oostenrijk          | 0    | 0      | 1     | 1      |
| 7      | Hongarije           | 0    | 0      | 1     | 1      |
| Totaal | Totaal              | 13   | 13     | 13    | 39     |